# Manuel Rivas
Manuel Rivas Barrós (Corunha, 26 de Outubro de 1957) é um escritor, poeta, ensaísta e jornalista galego. Assim mesmo, desde o 31 de julho de 2009 é acadêmico da RAG.

## Biografia

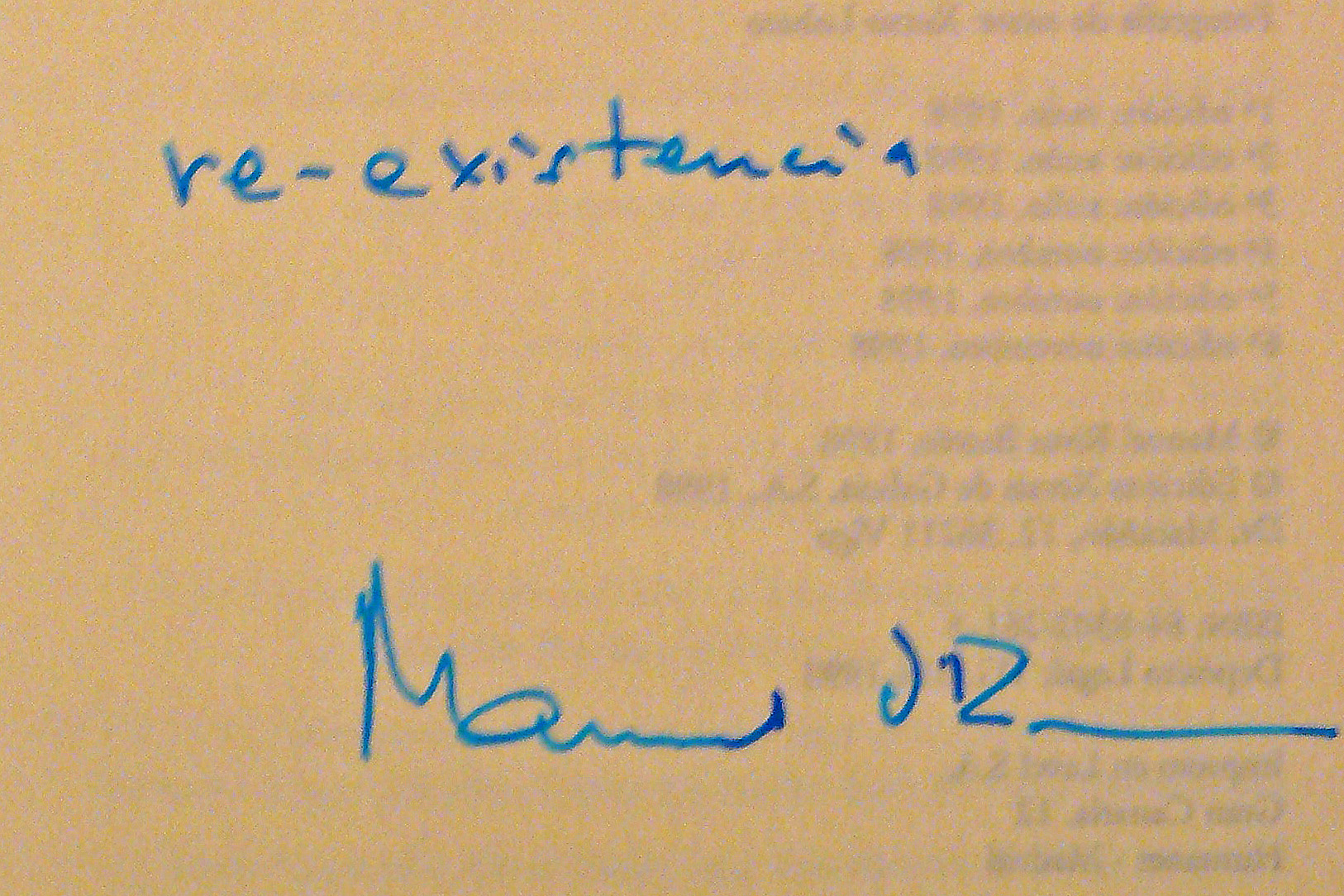
Assinatura de Manuel Rivas

Manolo Rivas nasceu a 26 de Outubro de 1957 no bairro corunhês de Montealto. Estudou no IES Monelos.
Começou a sua carreira como jornalista muito novo, aos 15 anos, como meritório em El Ideal Gallego. Estudou Ciências da Informação em Madrid. Os seus primeiros artigos remontam à década de 1970.
Foi e é colaborador em diversos mídia galegos e espanhóis (El País, El Ideal Gallego, La Voz de Galicia), sendo nomeado subdiretor do Diario 16 na Galiza. Também colaborou nas revistas Teima e Man Común, teve uma seção fixa no semanário A Nosa Terra, foi redator chefe da seção de cultura do efêmero semanário El Globo e chegou a ser o diretor da revista cultural Luzes de Galiza. Apresentou os programas da TVG ‘‘Mais alá’’ e ‘‘O mellor’’. Atualmente mantém uma coluna semanal no jornal El País, onde começou como correspondente na Corunha e fez numerosas intervenções em meios de comunicações audiovisuais. Em outubro de 2003 participou, com Xurxo Souto, na reinauguração da emissora comunitária Cuac FM (Corunha), da qual ambos se tornaram em padrinhos e sócios de honra.

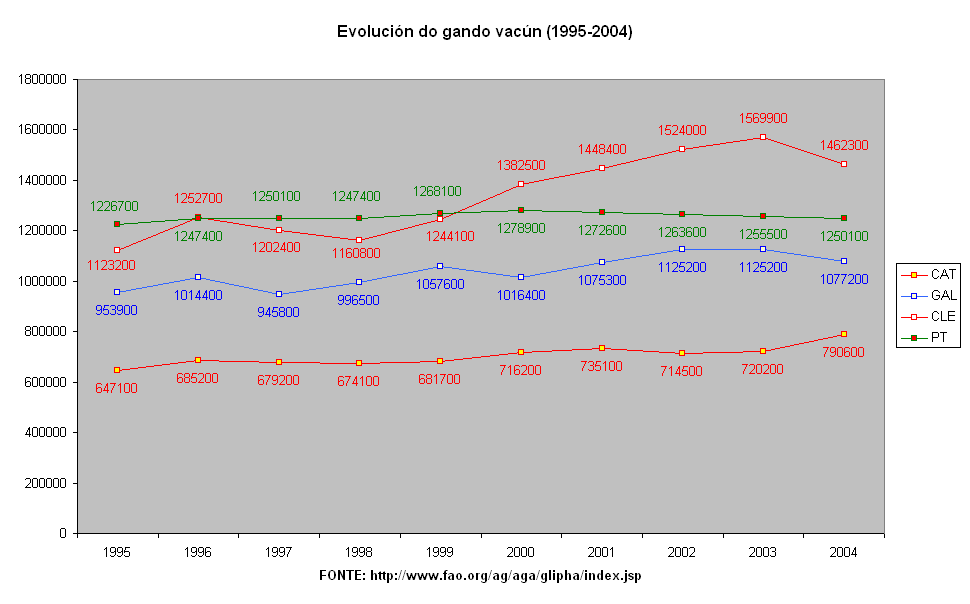
Evolução de gado vacum em Castela e Leão, Galiza, Catalunha e Portugal. O número galego inspirou o título de Un millón de vacas.

Quanto à criação literária, deu-se a conhecer como co-fundador do grupo poético Loia, na revista com o mesmo nome apareceram as suas primeiras composições em 1977. Dois anos depois publicou o seu primeiro livro de poemas: Libro de Entroido com o que se revelou como uma voz diferente dentro da lírica galega e pelo poema Para escarnho e mal dizer foi galardonado com o Prêmio de Poesia Nova de O Facho, o primeiro de uma longa série de prêmios que leva já na sua carreira como escritor, narrador e poeta, ressaltando entre todos eles a concessão em 1996 do Prêmio Nacional de Narrativa por ¿Que me queres, amor?, uma obra escrita originalmente em língua galega, prêmio pelo qual já fora finalista oito anos antes pelo livro de relatos Un millón de vacas.
Escreveu destacados livros de poemas, romances, artigos e ensaios literários. Considerado pela crítica como um revolucionário da literatura galega contemporânea sendo ele um personagem comprometido com a sua terra e com a sua cultura. Uma parte da sua produção editorial (os ensaios) deriva da sua prolífica carreira como jornalista.
A criação literária originalmente está escrita em galego e atualmente é considerado como o escritor galego com mais projeção internacional, estando a sua obra traduzida para vinte idiomas, entre eles o francês, italiano, inglês, alemão, grego, turco, russo, finês, holandês, croata e japonês
Algumas das suas obras foram adaptadas para o cinema, entre elas A língua das mariposas dirigida por José Luis Cuerda e O Lápis do Carpinteiro, dirigida por Antón Reixa que foi selecionada para se apresentar aos prêmios Goya da Academia Espanhola do Cinema.
Também é uma pessoa comprometida com a natureza. Foi membro fundador de Greenpeace, daí que não espante o seu grau de implicação pessoal em atividades relacionadas com a catástrofe do Prestige nas costas galegas como a criação da plataforma cidadã Nunca Máis ou mais recentemente com a vaga de lumes de 2006 no território galego. Desde 2013, edita e dirixe, com o jornalista Xosé Manuel Pereiro, a revista mensual Luzes e a web l luzes.gal
Está casado com María Isabel López e Mariño e tem dois filhos, um homem e uma mulher. O filho, Martiño Rivas, é ator. Desde faz muitos anos reside em Vimianzo.

## Obra

### Poesia
- Libro de Entroido. (1980). Edições do Rueiro. Prêmio O Facho.
- Anisia e outras sombras com Xavier Seoane. (1981). Edições Xerais. ISBN 978-84-8302-039-5.
- Balada nas praias do Oeste. (1985). Editorial Sotelo Blanco Edições. ISBN 978-84-86021-23-8.
- Mohicania (1986). Edições do Rueiro. ISBN 978-84-852-203-42.
- Ningún cisne (1989). Editorial Sotelo Blanco Edições. ISBN 978-84-7824-046-3. Prêmio Leliadoura 1989.
- Costa da morte blues. (1995). Edições Xerais. ISBN 84-7507-895-8.
- O pobo da noite, antologia; com um CD de poemas recitados pelo autor. (1996). Edições Xerais. ISBN 84-830-203-94.
- Do descoñecido ao descoñecido. Obra poética (1980-2003) (2003). Edições Espiral Maior. ISBN 84-95625-85-7.
- El pueblo de la noche y mohicania revisitada. (2004). Editorial Suma de Letras, S.L.. ISBN 978-84-663-1179-3.
- A desaparición da neve. (2009). Alfaguara. ISBN 978-84-204-2236-7.
- A boca da terra. (2015). Xerais. ISBN 978-84-9914-932-5.

### Narrativa
- Todo ben. (1985). Col. Xabarín, 15. Edições Xerais. ISBN 84-7507-206-2.
- Un millón de vacas (1989). Edições Xerais. ISBN 84-8302-658-9. Prêmio da Crítica Espanhola 1989,[4] Finalista do Prêmio Nacional de Literatura.
- O león de catro ventos, relato publicado no volume Contos eróticos / eles. (1990). Edições Xerais. ISBN 84-206-2862-X.
- O último rei dos galegos, relato publicado na coleção Contos do Castromil. (1990). Editado por Castromil, D.L. Clasif. Cdu 869.9-34"19".
- Os comedores de patacas. (1991). Edições Xerais. ISBN 84-9782-122-X.
- En salvaxe compaña (1994). Edições Xerais. ISBN 84-7507-769-2. Prêmio da Crítica de Galicia (creación) 1994.[4]
- ¿Que me queres, amor?. (1995). Editorial Galaxia. ISBN 84-8288-027-6. Prêmio Torrente Ballester 1995 e Prêmio Nacional de Narrativa 1996.
- Bala perdida, romance juvenil com ilustrações de Miguelanxo Prado. (1997). Editorial Obradoiro Santillana. ISBN 9788482245478.
- O lápis do carpinteiro. (1998). Edições Xerais. ISBN 84-8302-261-3. Prêmio da Crítica Espanhola 1998, Prêmio Arcebispo Xoán de San Clemente 1999 e Prêmio da Associação de Escritores em Língua Galega em 1999, Prêmio literário 50 Aniversário da Sección Belga de Amnistía Internacional em 2001.[4]
- A Deusa Atlántica. (1999). Editorial: Concelho da Corunha. ISBN 84-86836-80-8.
- Ela, maldita alma. (1999). Editorial Galaxia. ISBN 84-8288-283-X.
- El secreto de la tierra, recopilação em castelhano dos contos incluídos nas obras Un millón de vacas e Os comedores de patacas. (1999). Editorial Alfaguara, S.A. ISBN 84-2047-857-1.
- A man dos paíños. (2000). Edições Xerais. ISBN 84-8302-591-4.
- La mano del emigrante. (2001), tradução feita por Manuel Rivas do romance A man dos paíños, inclui a diferença da versão galega um audiolivro: La lengua de las mariposas y otros relatos. Editorial Alfaguara, S.A. ISBN 84-204-4257-7.
- As chamadas perdidas. (2002). Edições Xerais. ISBN 84-8302-811-5.
- Contos de Nadal, com ilustrações de Miguelanxo Prado (2003). Edições Xerais. ISBN 84-9782-083-5.
- Nosotros dos. (2003).
- Cuentos de un invierno. (2005). Editorial Alfaguara, S.A. Série Roja. ISBN 978-84-204-6905-8.
- Os libros arden mal. (2006). Edições Xerais. ISBN 84-9782-461-X. Prêmio Antón Losada Diéguez de Criação 2007, Prêmio da Crítica da Galiza (criação) 2007, Prêmio da Crítica Espanhola 2006, Prêmio Cálamo 2006, VII Prêmio Livro do Ano 2006 (outorgado pelo grêmio de livreiros de Madrid), Prêmios 2006 da Associação de Editores ao melhor autor e à melhor obra (Prêmio Xosé María Álvarez Blázquez ao autor do ano e Prêmio Ánxel Casal ao livro do ano respectivamente), XVI Prêmio Irmandade do Livro da Federação de Livreiros da Galiza ao melhor livro galego de 2006, Prêmio da Associação Galega de Escritores 2007.[4]
- Todo é silencio. (2010). Edições Xerais. ISBN 978-84-9914-169-5.

### Teatro
- O heroe. (2005). Edições Xerais. ISBN 84-9782-371-0; estreada em Ourense, em 2005 por Sarabela Teatro.

### Literatura infantil
- O sombreiro Chichiriteiro. (2009). Edições Xerais. ISBN 978-84-9782-962-5.

### Artigos e ensaios literários
- Os Partidos Políticos na Galiza, com Xoán Ignacio Taibo Arias. (1977). Edições do Rueiro.
- Informe dunha frustración: as claves do proceso estatutario galego, junto a Xosé A. Gaciño Barral. (1980). Edições do Rueiro. ISBN 978-84852-202-81.
- Galicia, el bonsái atlántico. (1989). Editorial Aguilar. ISBN 84-03-59052-0.
- No mellor país do mundo. (1991). Editorial Biblioteca Gallega. ISBN 978-84-85287-82-6.
- Toxos e flores. (1992). (1999 Edic. Aumentada). Edições Xerais. ISBN 84-8302-349-0. Prêmio de Xornalismo Xoan Fernández LaTorre (La Voz de Galicia) 1991
- Informe da comunicación en Galicia, com Xosé López García. (1993). Editado pelo Conselho da Cultura Galega. ISBN 84-87172-81-4.
- El periodismo es un cuento. (1997). Editorial Alfaguara. ISBN 84-20479-071.
- A comunicación en Galicia, 1998: sobre o hipersector da comunicación, junto a Xosé López García e Xurxo Andrés Lobato Sánchez. (1998). Editado pelo Conselho da Cultura Galega. ISBN 84-87172-36-9.
- Galicia, Galicia. (1999). Edições Xerais. ISBN 84-8302-470-5.
- Muller no baño. (2002). Edições Xerais. ISBN 84-8302-924-3.
- Unha espía no reino de Galicia. (2004). Edições Xerais. ISBN 84-9782-193-9.
- Os Grouchos. (2008). Edições Xerais. ISBN 84-9782-850-5.
- A corpo aberto. (2008). Edições Xerais. ISBN 84-9782-929-8.
- Episodios galegos (2009). Edições Xerais. ISBN 978-84-9782-661-7.

### Outros
- Galicia, el país soñado. (1991). Textos de Rivas e de Torrente Ballester para fotografias de Xurxo Lobato. Editorial Lunwerg. ISBN 9788477821755.
- Tempos que hai neste tempo. (1995). Textos de Rivas e de Christian Caujoulle para fotografias de Manuel Sendón. Editado pelo Conselho da Cultura Galega. ISBN 84-87172-93-8.
- A Coruña y rías altas, junto a Enrique Posse. (1997). Editorial Anaya Touring Club. ISBN 8497760549.
- Rías Altas, junto a Enrique Posse. (1999). Editorial Anaya Touring Club. ISBN 8481656631.
- Imaxes líquidas, junto a Aurora García García. (1999). Editado pelo Concelho de Corunha. ISBN 84-86836-99-9.
- Compostela, vanguardia y sosiego, junto a Xerardo Estévez Fernández e Xurxo Lobato (2000). Editorial Lunwerg. ISBN 8477826501.
- Arte y palabra por la paz en Palestina. (2002).

### Participação em Obras Coletivas
- Relato contemporâneo 1: Outros/as autores/as: Xosé Luís Méndez Ferrín, Darío Xohán Cabana, Suso de Toro, Bernardino Graña, Fran Alonso, Xosé Cid Cabido e Xosé Miranda. (1995). Edições Xerais. ISBN 84-7507-856-4.
- Contos da Xustiza: Outros/as autores/as: Henrique Monteagudo, Xavier Alcalá, Darío Xohán Cabana, Carlos Casares Mouriño, Alfredo Conde, Paco Martín, David Otero, Xesús Rábade Paredes, Suso de Toro, Xoán Xosé Barreiro Prado, Daniel García Ramos, Victorino Gutierrez Aller, Xoaquín Monteagudo, Benito Montero Prego, Orencio Pérez González e Carlos Varela García. (1991). Editorial Ir Indo. ISBN 84-7680-068-1.
- Antoloxía consultada da poesía galega 1976-2000: Outros/as autores/as: Xosé María Álvarez Cáccamo, Manuel Álvarez Torneiro, Antón Avilés de Taramancos, Miguel Anxo Fernán-Vello, Manuel María, Salvador García-Bodaño, Bernardino Graña, Xulio L. Valcárcel, Xosé Luís Méndez Ferrín, Uxío Novoneyra, Pilar Pallarés, Chus Pato, Luz Pozo Garza, Xavier Rodríguez Baixeras, Ana Romaní, Xavier Seoane.
- Berra liberdade (Escritores galegos por Anistia Internacional): Outros/as autores/as: Xosé María Álvarez Cáccamo, Francisco Xosé Fernández Naval, Bieito Igrejas, Paco Martín, Xosé Manuel Martínez Oca, María Xosé Queizán, Suso de Toro, Xavier Queipo. (1996). Editorial Galaxia. ISBN 84-8288-034-9.
- De amor e desamor: Outros/as autores/as: Lino Braxe, Miguel Anxo Fernán-Vello, Xulio L. Valcárcel, Miguel A. Mato Fondo, Xosé María Monterroso Devesa, Pilar Pallarés, Xavier Seoane, Lois Pereiro e Francisco Salinas Portugal. (1984). Edições do Castro.
- De amor e desamor II.[5] (1985). Edições do Castro. ISBN 84-7492-237-2.
- III Festival da Poesia no Condado: Outros/as autores/as: Xosé María Álvarez Cáccamo, Manuel María, Bernardino Graña, Margarita Ledo, Xosé Luís Méndez Ferrín, Uxío Novoneyra, Xavier Rodríguez Baixeras, Cesáreo Sánchez, Vítor Vaqueiro, Xosé Vázquez Pintor.
- IV Festival da Poesia no Condado[6]
- IX Festival da Poesia no Condado. Escolma Poética:[7]
- Negra sombra. Intervención poética contra a marea negra (obra colectiva) (obra coletiva).
- Poetas e Narradores nas súas voces (Vol. I): Outros/as autores/as: Xavier Alcalá, Xosé María Álvarez Cáccamo, Xosé Carlos Caneiro, Alfredo Conde, Miguel Anxo Fernán-Vello, Víctor F. Freixanes, Manuel María, Salvador García-Bodaño, Camilo Gonsar, Luís González Tosar, Xulio L. Valcárcel, Paco Martín, Xosé Luís Méndez Ferrín, Xosé Neira Vilas, Pilar Pallarés, Chus Pato, Luz Pozo Garza, María Xosé Queizán, Xavier Rodríguez Baixeras, Suso de Toro.
- Poetízate. Antoloxía da poesía galega: Outros/as autores/as: Fran Alonso, María Lado, Xosé Luís Méndez Ferrín, Uxío Novoneyra, F. Antía Otero Rodríguez, Chus Pato, Antón Reixa.
- Unha liña no ceo (58 narradores galegos 1979-1996): Outros/as autores/as: Xavier Alcalá, Fran Alonso, Alfonso Álvarez Cáccamo, Anxo Angueira, Xoán Bernárdez Vilar, Xosé Carlos Caneiro, Alfredo Conde, Víctor F. Freixanes, Francisco X. Fernández Naval, Agustín Fernández Paz, Camilo Gonsar, Bernardino Graña, Bieito Iglesias, Santiago Jaureguizar, Marilar Aleixandre, Paco Martín, Xosé Manuel Martínez Oca, Carlos Mella, Xosé Luís Méndez Ferrín, Xosé Miranda, Xosé Neira Vilas, Xabier P. Docampo, María Xosé Queizán, Manoel Riveiro Loureiro, Xavier Rodríguez Baixeras, Euloxio R. Ruibal, Suso de Toro.
- V Festival da Poesia no Condado: Outros/as autores/as: Xosé María Álvarez Cáccamo, Miguel Anxo Fernán-Vello, Margarita Ledo, Xulio L. Valcárcel, Ánxeles Penas, Henrique Rabuñal, Xavier Rodríguez Baixeras, Vítor Vaqueiro, Xosé Vázquez Pintor.
- XVII Festival da Poesía. Verbas para nom esquecer...: Outros/as autores/as: Miguel Anxo Fernán-Vello, Margarita Ledo.

### Audiovisual
- O Pregón de Monte Alto. (1998). Documento sonoro recolhido num CD que contém o pregão que o autor recitou e cantou na companhia dos Diplomáticos de Monte Alto a 4 de Setembro de 1998, comercializado junto á obra Toxos e Flores.
- La lengua de las mariposas. (1998). Audiolivro. Editorial Alfaguara, S.A. ISBN 8420494119.
- Galicia, arpa de niebla, vídeo dirigido por Juan Manuel Martín de Blas e realizado por Adolfo Dufour (2000). Editrama, D.L.
- Participação em Hay motivo numa curta-metragem sobre o afundamento do Prestige. (2004).
- Participação em Hai que botalos na curta-metragem chamada Punto final. (2005).

## Prêmios

### Prêmios jornalísticos
- Prêmio de Jornalismo Puro Cora (El Progreso de Lugo) 1989
- Prêmio de Jornalismo Xoan Fernández LaTorre (La Voz de Galicia) 1991
- Prêmio de Jornalismo Xulio Camba 2002
- Prêmio Agustín Merello da Comunicação 2003: pela sua continuada atitude de responsabilidade ética ante os acontecimentos que aconteceram na sua terra e no mundo. Num entorno hostil, Manuel Rivas prestou o seu testemunho como jornalista e, também, como escritor. Sempre difundiu a figura do jornalismo na sociedade coma testemunha comprometido frente à realidade.
- Prêmio Francisco Fernández del Riego 2008: A mesa cósmica de Piñeiro e o HAL de Kubrick publicado na edição galega do País do 11 de julho de 2008.

### Prêmios literários
- Prêmio de Poesia Nova de O Facho 1979
- Prêmio Leliadoura 1989
- Prêmio Torrente Ballester de Narrativa 1995
- Prêmio Nacional de Narrativa 1996
- Prêmio da Crítica Espanhola 1989, 1998 e 2006
- Prêmio da Crítica da Galiza 1994 e 2007
- Prêmio da Associação de Escritores em Língua Galega 1998
- Prêmio Arcebispo Xoán de San Clemente 1998
- Prêmio ONCE - Galiza á Solidariedade
- Prêmio 50 Aniversário da seção belga de Anistia Internacional 2001
- Prêmio Cálamo Extraordinario 2006: Por cultivar todos os gêneros de jeito brilhante segundo o Jurado do Prêmio e por ser um exemplo de responsabilidade e comprometimento social.
- VII Prêmio Libro del Año 2006
- Prêmios da Asociación Galega de Editores à melhor obra e ao melhor autor 2006: Prêmio Ánxel Casal e Prêmio Xosé María Álvarez Blázquez respectivamente.
- XVI Prêmio Irmandade do Livro da Federação de Livreiros da Galiza (livro do ano) 2006
- Prêmio Antón Losada Diéguez de Criação 2007
- III Prêmio Jarmenta 2007 à promoção da língua galega no Berço.